# Wodociąg
Wodociąg – zespół urządzeń służących do zaopatrywania w sposób zorganizowany i ciągły odbiorców w wodę.
Urządzenia wodociągowe to ujęcia wód powierzchniowych i podziemnych, studnie publiczne, urządzenia służące do magazynowania i uzdatniania wód, sieci wodociągowe, urządzenia regulujące ciśnienie wody.